# Eurafrasia
Eurafrasia, Eurasiáfrica, África-Eurasia, Afro-Eurasia, Afroeurasia, Euroafricasia, Asieuroáfrica, continente euroasiáticoafricano o simplemente y de forma concreta Eufrasia, es considerado un «ensamble tricontinental» y el supercontinente más grande de la Tierra. Se ubica en el hemisferio oriental y parte del occidental, e incluye a África y a Eurasia (este último formado por Europa y Asia).
También llamado «Viejo Mundo» o «Antiguo Continente», abarca más de 85 millones de km², de un total de tierra emergida de casi 150 millones en todo el planeta; esto lo convierte en la región mundial de mayor tamaño. Isaac Asimov calculó el total de su población y su extensión, sumando los datos correspondientes a cada uno de los continentes involucrados, y comentó al respecto: «Prescindiendo del canal de Suez, puede uno ir desde el cabo de Buena Esperanza al estrecho de Bering o a Portugal o Laponia sin cruzar agua salada; así que ese conjunto de tierras forma un solo continente».
En 2008, albergaba cerca del 86 % de la población mundial. Ha sido la zona más poblada en toda la historia de la humanidad.
«Eurafrasia» es un neologismo estrictamente geográfico. Este concepto se relaciona con otros términos similares, como ecúmene o «World Island», este último designado por el geopolítico y geógrafo inglés Halford John Mackinder y que apareció por primera vez en su obra The Geographical Pivot of History. Mackinder lo definió como la gran masa continental continua. Esta terminología, junto con las demás, se suele utilizar con frecuencia en gran cantidad de textos y artículos geopolíticos.

## Términos relacionados
Los siguientes conceptos están relacionados con la denominación «Eurafrasia», aunque difieren en ciertos puntos: 
- Ecúmene (del griego οἰκουμένη, «tierra habitada»): un concepto de la Antigüedad clásica sobre el mundo conocido en ese entonces, que se limitaba a Europa y parte de Asia y África.[15] Varios historiadores, como Marshall Hodgson, Alfred Kroeber, Arnold Toynbee, William McNeill y Leften Stavrianos rescataron este término antiguo para referirse a las civilizaciones agrarias del cuarto milenio, que estaban en contacto unas con otras. Hodgson, sin embargo, fue quien comenzó a usar «Afro-Eurasia» en relación con «ecúmene».[16]
- Viejo Mundo: un término relacionado con la era de los descubrimientos, en contraste con el Nuevo Mundo, representado por América.[17] Sin embargo, el término ha quedado desactualizado y se prefiere la denominación «Eurafrasia» para incluir los tres continentes, dado que refleja la constante relación entre ellos.[18] William McNeill utiliza este término como sinónimo de «Afro-Eurasia», pese a que otros lo rechazan por considerarlo eurocentrista.[16]
- World-Island o isla mundial: se trata de un concepto acuñado por el geógrafo inglés Halford John Mackinder en una teoría presentada en su artículo «The Geographical Pivot of History».[12] Mackinder define la «isla mundial» como una masa continental continua, que técnicamente excluye las islas como Gran Bretaña.[19] También la consideraba el centro del mundo y una región privilegiada en términos de riqueza y población.[20] Si bien Marco Valigi, Gabriele Natalizzia y Carlo Frappi consideran a «Eurafrasia» un sinónimo de World-Island,[20] otros autores puntualizan que la diferencia entre los dos conceptos es que el primero incluye todas las islas consideradas parte de África, Europa y Asia.[16] Por su parte, Isaac Asimov, en su ensayo «La isla del mundo», defiende esta denominación y si bien encuentra ridículo el acrónimo «Eurafrasia», confiesa que estuvo tentado de proponerlo.[11]

Arnold Toynbee usó este término para llamar al «complejo de continentes interconectados». El escaso reconocimiento del término «Eurafrasia» y sus variantes se debe, según al historiador estadounidense Ross E. Dunn, al «mito de los continentes», según el cual existen siete masas de tierra separadas por las aguas intercontinentales; esto llevó a un dogmatismo que impidió que América del Sur y del Norte fueran considerados un solo continente en la década de 1950. Sin embargo, tanto Dunn como David Christian, de la Universidad Estatal de San Diego, consideran que el concepto es imprescindible para estudiar fenómenos históricos o sociales que tuvieron lugar fuera de las fronteras de Asia, Europa y África, como en el caso del Imperio romano o la ruta de la seda.

## Geología
Aunque se considera que Eurafrasia tiene dos o tres continentes separados, no es un supercontinente propiamente dicho. En vez de eso, es la parte mayor del ciclo supercontinental. Según Christian, estudiar el desarrollo geológico de Afroeurasia permite verla como una gran estructura con historia propia más allá de la historia de la humanidad.
El lugar más antiguo de Eurafrasia es el cratón de Kaapvaal, que junto con  Madagascar y parte de la India y el oeste de Australia formaron parte del primer supercontinente, Vaalbará o Ur alrededor de tres mil millones de años atrás. Desde entonces, se ha separado en supercontinentes. Tras la ruptura de Pangea hace doscientos millones de años, las placas norteamericana y euroasiática formaron Laurasia, mientras que la placa africana permaneció en Gondwana, del que después se desprendió la placa Índica. Esta impactó contra el sur de Asia y dio comienzo a la formación de los Himalayas; en el mismo período, también se fusionó con la placa australiana. La placa arábiga se separó de África treinta millones de años atrás e impactó contra la placa irania entre diecinueve y doce millones de años atrás; esto permitió la formación de las cadenas montañosas Alborz y Zagros. Después de esta conexión inicial de los tres continentes, el corredor bético se cerró, junto al arco de Gibraltar, hace un poco menos de seis millones de años; esto unió el norte de África con Iberia. Por eso, Solé Sabarís afirma que el estudio de la geología de España constituye un campo fundamental para estudiar el proceso de desarrollo de Eurafrasia. Esto llevó a que la cuenca del Mediterráneo se secara, lo que produjo la crisis salina del Messiniense. Eurasia y África volvieron a separarse: la inundación zancliense de hace 5,33 millones de años devolvió las aguas al mar Mediterráneo a través del estrecho de Gibraltar, y el rift del golfo de Suez acentuó la división de África y la placa arábiga.
En la actualidad, África está conectada con Asia solo por un puente de tierra —dividido por el canal de Suez en el istmo de Suez— y se separa de Europa por el estrecho de Gibraltar y el canal de Sicilia. El paleogeólogo Ronald Blakey ha considerado los próximos 15 a 100 millones de años de desarrollo tectónico como bastante establecidos y predecibles En ese tiempo, se supone que África continuará dirigiéndose hacia el norte. El estrecho de Gibraltar se cerrará dentro de seiscientos mil años y el mar Mediterráneo se evaporará. No se formará ningún supercontinente en este tiempo, aunque el registro geológico está plagado de cambios repentinos en la actividad tectónica que hace que las proyecciones a futuro sean «muy, muy especulativas». Existen tres posibilidades, llamadas Novopangea, Amasia y Pangea última. En las dos primeras, el océano Pacífico se cierra y África permanece fusionada con Eurasia, pero este supercontinente se divide mientras que África y Europa se dirigen al oeste; en la última, Europa, Asia y África rotan hacia el oriente y el océano Atlántico se cierra.

## Subdivisiones
Eurafrasia se divide en el canal de Suez en África y Eurasia; esta última puede subdividirse en Europa y Asia. Por razones históricas y culturales, también se la ha dividido en Eurasia-África del Norte y África subsahariana.
- Asia
  - Asia Occidental
  - Asia Central
  - Asia Oriental
  - Asia del sur
  - Norte de Asia
  - Sudeste Asiático
- Europa
  - Europa septentrional
  - Europa Occidental
  - Europa Central
  - Europa Oriental
  - Europa meridional
- África
  - África del Norte
  - África Occidental
  - África Central
  - África Oriental
  - África austral

## Puntos extremos
A continuación, se listan los puntos extremos de Eurafrasia, es decir, las localizaciones geográficas que se encuentran en el extremo de un punto cardinal dentro del supercontinente. Se ha propuesto que, para calcularlos, se tenga en cuenta los puntos extremos de los continentes que lo conforman.
Eurafrasia (con las islas)
- Norte - Cabo Fligely (isla Rodolfo, Tierra de Francisco José, Rusia)
- Sur - Cabo de las Agujas, Sudáfrica
- Oeste - Santo Antão, Cabo Verde
- Este - Diómedes Mayor, Rusia

Eurafrasia (continente)
- Norte  - Cabo Cheliuskin, Rusia
- Sur - Cabo de las Agujas, Sudáfrica
- Oeste - Península de Cabo Verde, Senegal
- Este - Cabo Dezhneva, Rusia

## Mapas

Países de África
Países de Asia
Países de Europa